# 杜尔舍鲁金
36°30′34″N 43°13′46″E / 36.509537°N 43.229315°E
杜尔舍鲁金（Dur-Sharrukin, 现名Khorsabad），阿卡德语“萨尔贡的要塞”之意。亚述古城，即今豪尔萨巴德，位于今伊拉克摩蘇爾東北 15 公里處。公元前717年至公元前707年为亚述国王萨尔贡二世所建造，但从未被使用过。1843年始由法国驻摩苏尔副领事保罗-埃米尔·博塔（Paul Emile Botta）带领进行发掘，1858年至1865年和1928年至1935年继续发掘出土有壁上浮雕、象牙雕刻大型带公牛塑像。最有价值的发现是《亚述王表》，表中有从约公元前1700年至约公元前11世纪中期所有亚述国王的名字和在位年代。 部分考古发现如今在卢浮宫的科撒巴德庭展出。